# El Borge
El Borge is een gemeente in de Spaanse provincie Málaga in de regio Andalusië met een oppervlakte van 24 km². In 2007 telde El Borge 1041 inwoners.

## Galerij

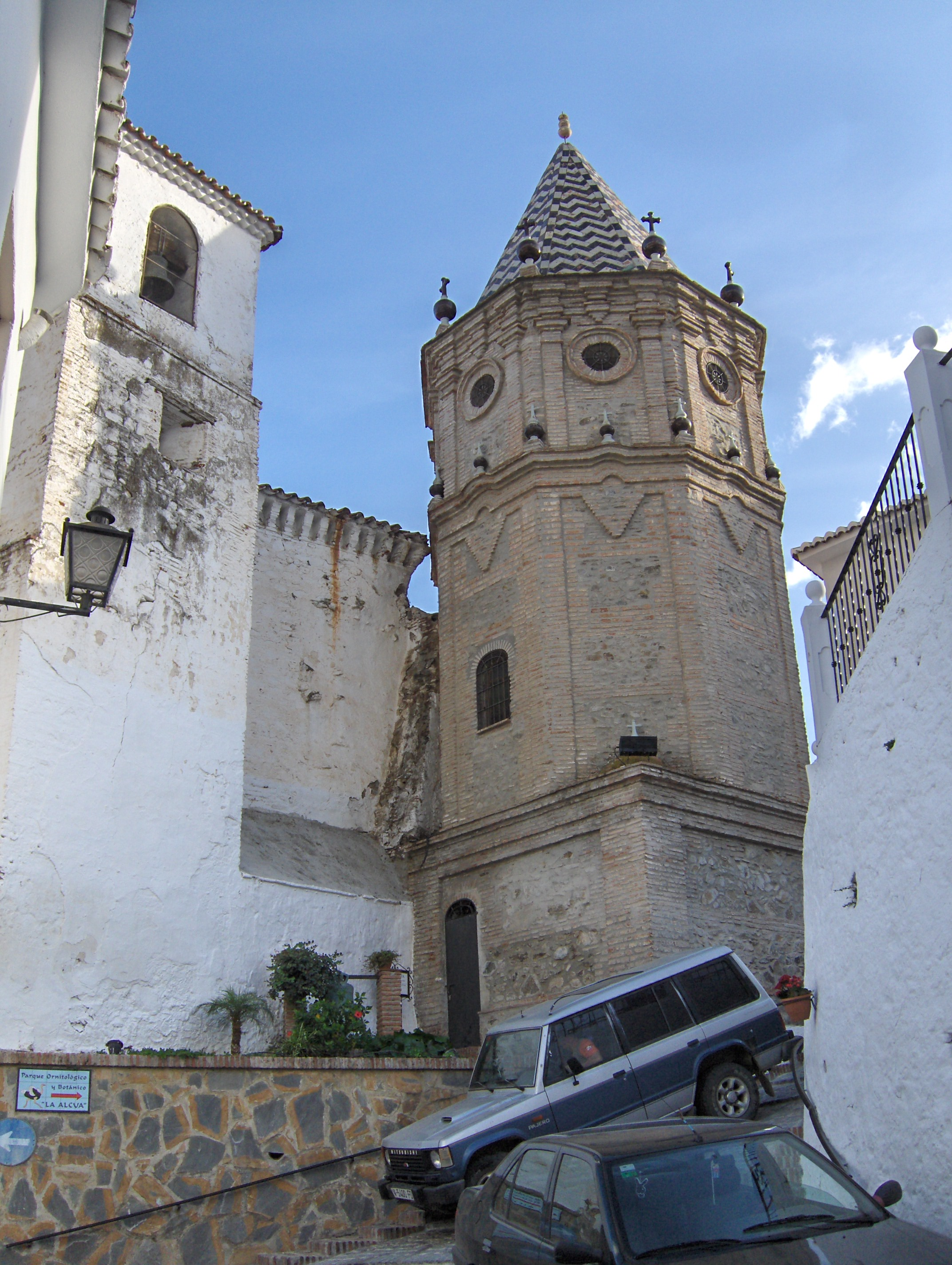
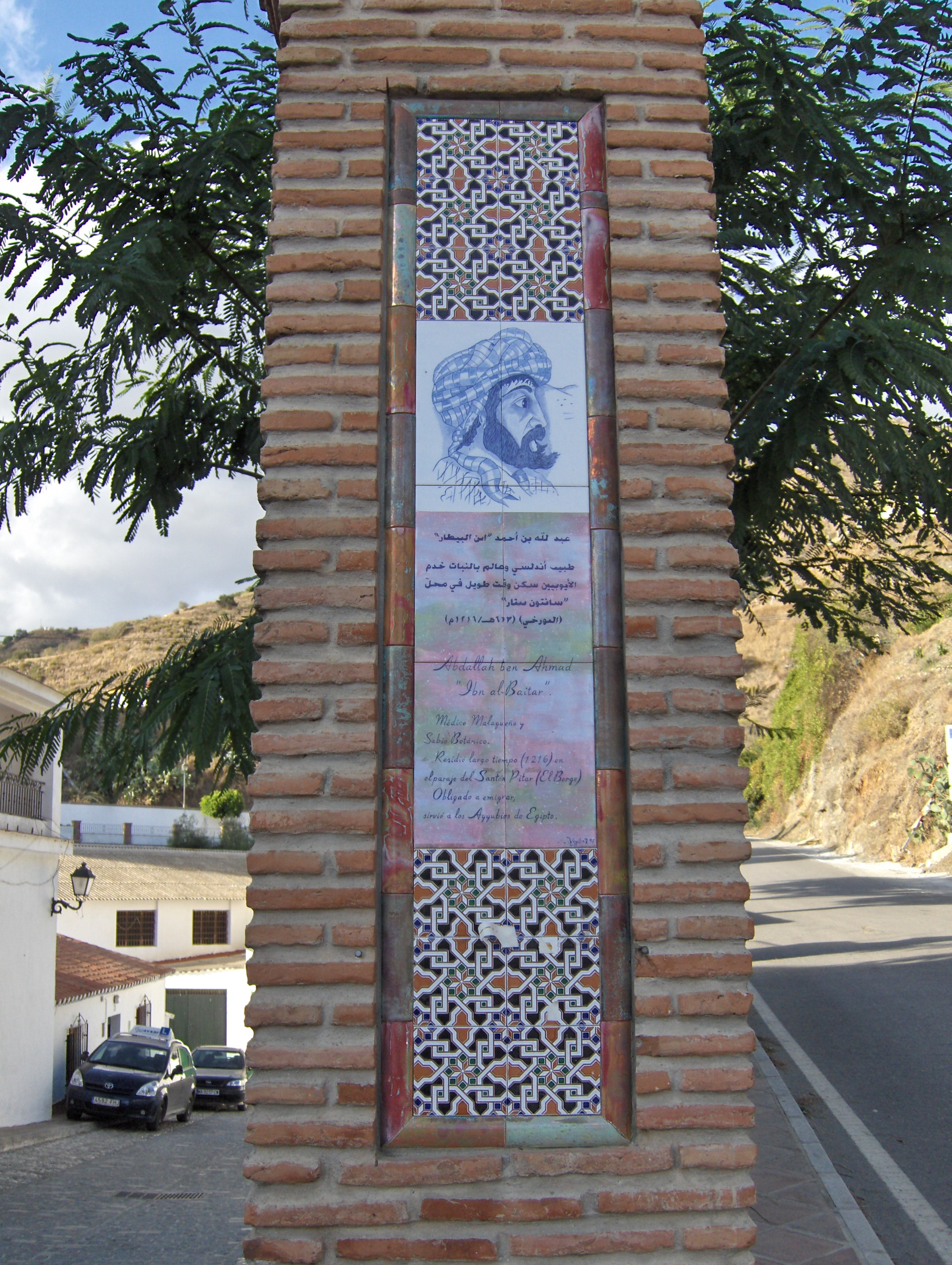
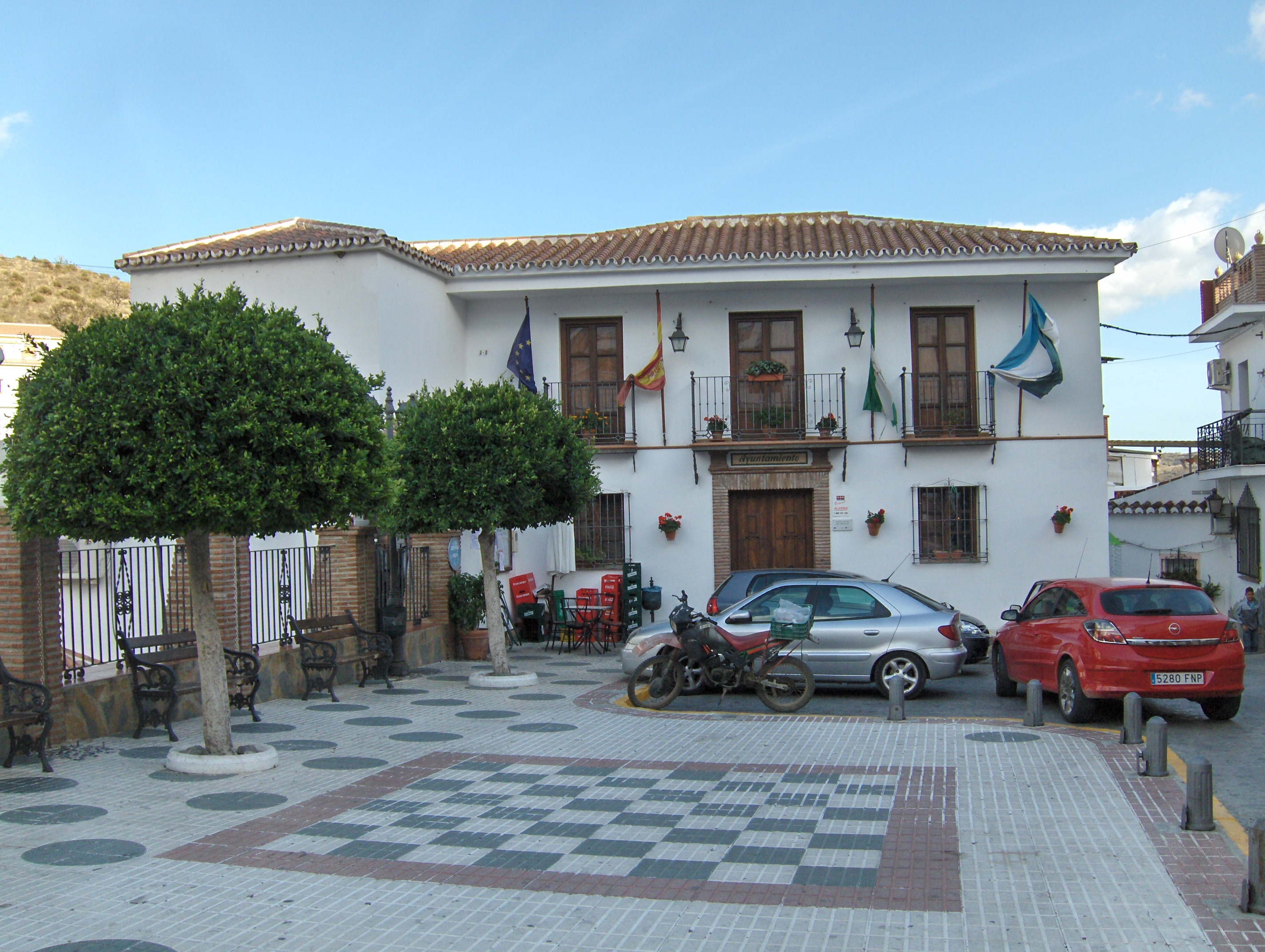
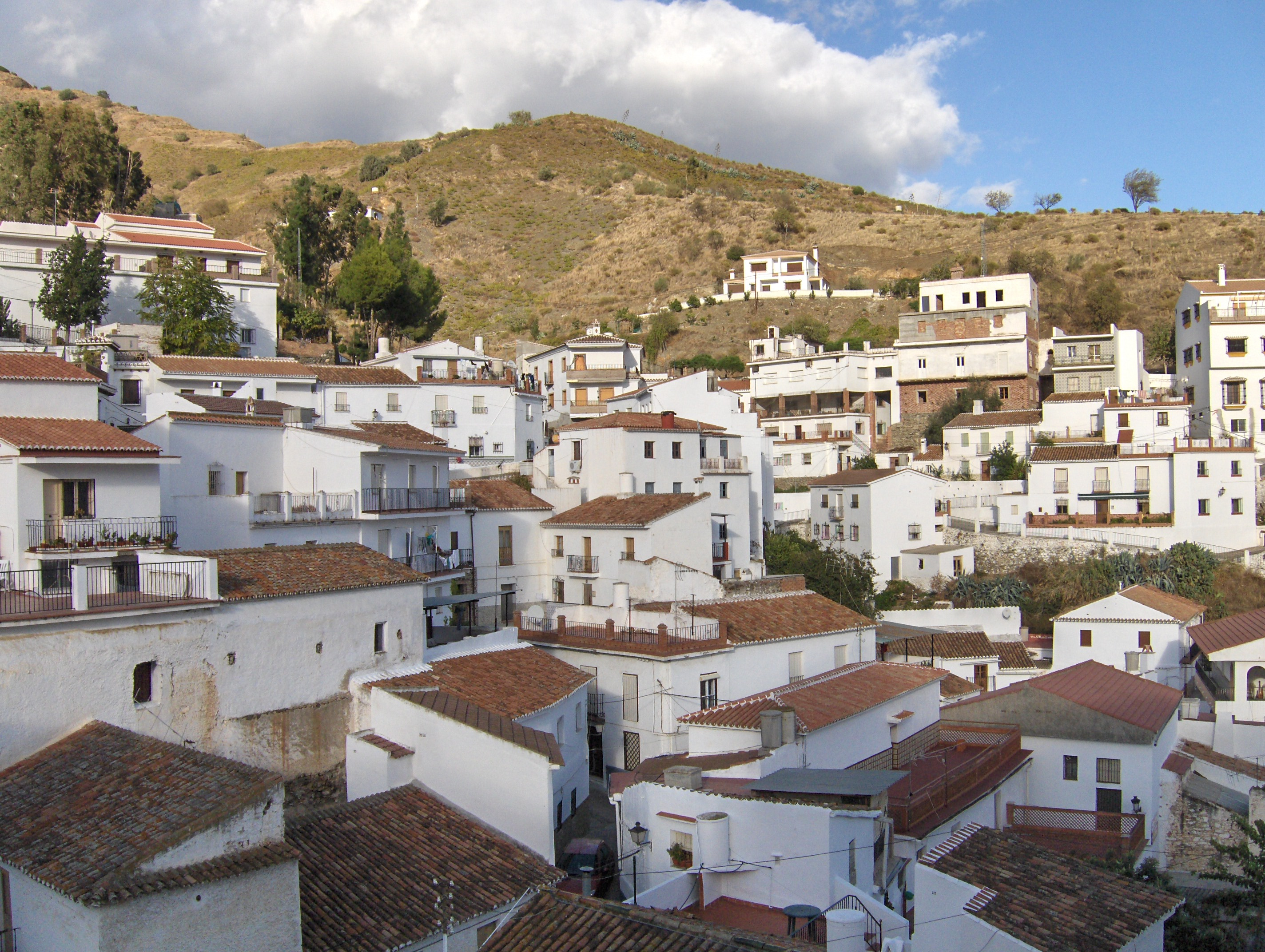